# Liste der Rektoren und Präsidenten der Universität Erfurt

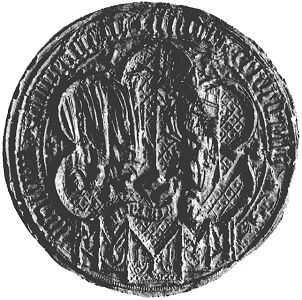
Das Siegel der Alten Universität Erfurt

Diese Liste der Rektoren und Präsidenten der Universität Erfurt ist noch unvollständig.
Bei der alten Universität wurde der Rektor offenbar – wie an anderen mittelalterlichen Universitäten – zu Winter- und Sommersemester neu gewählt.
Die 1992 neugegründete Universität Erfurt wird von einem Präsidenten geleitet und vertreten, der für jeweils 6 Jahre gewählt wird. Ist er Hochschullehrer, konnte er bis zur Reform des Thüringer Hochschulgesetzes 2018 auch die Bezeichnung „Rektor“ führen.

## Rektoren der alten Universität

### 14. Jahrhundert
- 28. April 1392 Ludwig Mulner de Arnstete
- 5. Mai 1394 Amplonius Rating de Berka
- 1. Februar 1395 Johannes de Eimbecke
- 18. Oktober 1395 Johannes Ryman
- 30. April 1396 Nicolaus Humleven
- 18. Oktober 1396 Hermannus Lurtz de Nurenberga
- 1. Mai 1397 Christianus Praepositus Verdensis
- 18. Oktober 1397 Conradus de Dryborg
- 1. Mai 1398 Heinricus de Gotha
- 18. Oktober 1398 Conradus de Geysmaria
- 30. November 1398 Christianus Vornczyn Mulhusensis
- 1. Mai 1399 Johannes de Vockenbeke
- 18. Oktober 1399 Otto de Falkinberg
- 1. Mai 1400 Heinrich de Munden
- 18. Oktober 1400 Theodoricus de Issa

### 15. Jahrhundert
- Johannes Voß (1408 und 1431)
- Jakob Rodewitz (Jurist), 1410
- Arnold Westphal (Jurist), 1428–1432
- Jakob von Paradies, 1456
- Simon Batz (Jurist), 1457
- Heinrich von Schwarzburg-Blankenburg, 1458
- Friedrich II. von Zollern (Theologe), 1470
- Johannes Bonemilch (Theologe), zw. 1487 und 1500 (3-mal)
- Hartmann II. von Kirchberg Mai und Oktober 1484
- Henning Göde (Jurist), WS 1486, WS 1489
- Hermann Serges (Theologe), SS 1489
- Nicolaus Loerer (Lörer), (Magister) Oktober 1493

### 16. Jahrhundert
- Paulus Huthenne, WS 1511[1]
- Justus Jonas der Ältere (Theologe), SS 1519
- Reimbertus Algermissen (Jurist und Kanonikus), WS 1524–Mai 1525
- Johannes Gallus (Theologe), WS 1569
- Anton Mocker (Philologe, Philosoph), WS 1587–WS 1589

### 17. Jahrhundert
- Johann Matthäus Meyfart (Theologe), zw. 1634 und 1636
- Bartholomäus Elsner (Theologe), zw. 1642 und 1662
- Johann Heinrich Meier (Rechtswissenschaftler), 1682

### 18. Jahrhundert
- Tobias Jakob Reinharth (Jurist), 1730–1735
- Johann Christoph Spitz (Jurist), 1759–1761
- Johann Hieronymus Kniphof (Arzt und Botaniker), 1761–1763
- Johann Christoph Spitz (Jurist), 1763/1764
- Bonifatius Leslie (Kirchenrechtler), 1764–1766
- Rudolph Christoph Henne (Jurist), 1766–1768
- Andreas Nunn (Mediziner), 1768/1769
- Wilhelm Gottlieb Hesse (Mediziner), 1769/1770
- Adam Ignatz Turin (Jurist), 1770–1776
- Günter Basting (Theologe), 1776–1779, zugleich Abt des Benediktinerklosters
- Johann Heinrich Kuchenbuch (Theologe), 1779–1782
- Isidor Kepler (Theologe), 1782–1784
- Christian Friedrich Immanuel Schorch (Jurist), 1784–1788
- Ludwig Friedrich Eusebius Rumpel (Mediziner), 1788–1792
- Johann Jakob Friedrich Sinnhold (Altphilologe und Philosoph), 1792–1796
- Placidus Muth (Theologe), 1796–1800, zugleich Abt des Benediktinerklosters

### 19. Jahrhundert
- Franz Moritz Bachmann (Jurist), 1800–1803
- Placidus Muth (Theologe), 1803–1812, zugleich Abt des Benediktinerklosters
- Johann Gottlieb Erhard (Mediziner), 1813–1816

## Präsidenten der neuen Universität

### 20. Jahrhundert
- Peter Glotz (Kommunikationswissenschaftler), 1996–1999

### 21. Jahrhundert
- Wolfgang Bergsdorf (Politikwissenschaftler), 2000–2007
- Kai Brodersen (Althistoriker), 2008–2014
- Gerd Mannhaupt (Psychologe), kommissarisch 2014
- Walter Bauer-Wabnegg (Medienwissenschaftler), seit 2014